# لو پره-سن-ژروه
لو پره-سن-ژروه (به فرانسوی: Le Pré-Saint-Gervais) یک کمون (فرانسه) در فرانسه است که در سن-سن-دنی واقع شده‌است. لو پره-سن-ژروه ۰٫۷۰ کیلومتر مربع مساحت و ۱۷٬۳۳۵ نفر جمعیت دارد.

## خواهرخوانده
شهر گینگن آن در برنتس خواهرخواندهٔ لو پره-سن-ژروه هست.